# Cyp Quarles van Ufford

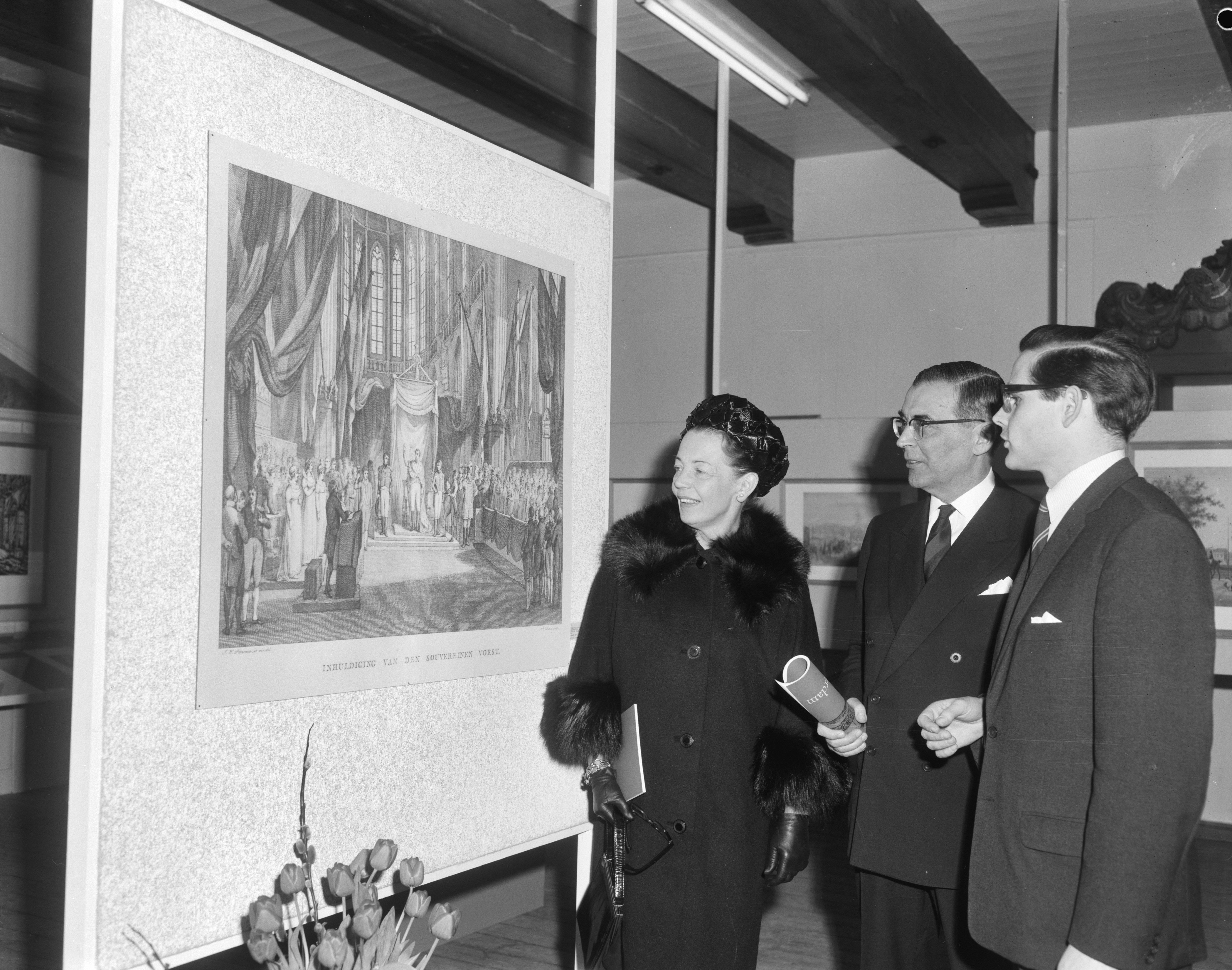
Burgemeester G. van Hall met diens echtgenote naast jhr. C.C.G. Quarles van Ufford (rechts) bij de opening van de tentoonstelling '2x Amsterdam' (1964)

Carel Cypriaan Gerard Quarles van Ufford (Utrecht, 6 mei 1933) is een Nederlands kunsthistoricus.

## Biografie
Quarles studeerde in 1965 af in de kunstgeschiedenis aan de Universiteit Utrecht met een scriptie over Pieter van den Berge. Een jaar eerder had hij al een kunsthistorische tentoonstelling samengesteld in het Amsterdams Historisch Museum. Een jaar later publiceerde hij met Paul Hefting een boek over de foto's van George Hendrik Breitner. Hij promoveerde in 1972 aan zijn alma mater op overwegend Amsterdamse architectuur- en decoratieontwerpen uit de achttiende eeuw. In 1981 werd hij directeur der Stichting Vrienden der Geldersche Kasteelen als opvolger van Dick Buurman en van Stichting Het Geldersch Landschap. In die laatste functie schreef hij over enkele kastelen van de stichting en was betrokken bij verscheidene restauraties.
Jhr. dr. C.C.G. Quarles van Ufford publiceerde als porseleinliefhebber na zijn pensionering een boek over Frédéric Faber (1782-1844), een schilder en later Koninklijk Porseleinfabrikant te Brussel die serviesgoed leverde aan leden van het Nederlandse koninklijk huis. In 2007 schreef hij een boekje over huis Oostereng dat door zijn voorouders bewoond geweest was. In 2009 publiceerde hij over de schilder Andreas Schelfhout (1787-1870).

### Familie
Quarles is een telg uit de familie Quarles en zoon van Commissaris van de Koningin jhr. dr. Cypriaan Gerard Carel Quarles van Ufford (1891-1985) en Cornelia Hermina Anna barones van Heemstra (1897-1988). Hij trouwde in 1962 met Else Johanna de Zoeten, dochter van prof. ir. Gijsbertus de Zoeten (1901-1965), met wie hij drie kinderen kreeg.